# Залелия
Залелия (укр. Залелія) — село, Залелиевский сельский совет, Царичанский район, Днепропетровская область, Украина.
Код КОАТУУ — 1225681101. Население по переписи 2001 года составляло 391 человек.
Является административным центром Залелиевского сельского совета, в который, кроме того, входят сёла Андреевка, Лозоватка, Нетёсовка и Помазановка.

## Географическое положение
Село Залелия находится в 1,5 км от правого берега реки Орель, выше по течению примыкает село Лозоватка. На расстоянии до 2-х км расположены сёла Нетёсовка, Тарасовка и Помазановка. Река в этом месте извилистая, образует лиманы, старицы и заболоченные озёра.

## История
История возникновения села Залелия связана со строительством Украинской линии. В XVIII в. за земляным валом Украинской линии возникло поселение, впоследствии ставшее селом Залелией.

## Название
Название села произошло по наименованию местности Залинивка (укр. — Залиніївка), на которой возникло поселение, получившее впоследствии название Залелия.

## Достопримечательности
- Заповедное урочище Лелия[укр.] — памятник природы, на территории которого находятся остатки Украинской линии.
- Памятник героям-односельчанам, погибшим за Родину в Великой Отечественной войне[3].
- Местный Клуб и строящийся футбольный мини-стадион.